# Brewster Rockit
Brewster Rockit: Space Guy! är en tecknad seriestripp skapad av amerikanen Tim Rickard och publicerad dagligen sedan 5 juli 2004. Serien parodierar science fiction-genren och i centrum för handlingen står Brewster, en korkad machokille och befälhavare på rymdstationen R.U. Sirius, och hans besättning. Rickard säger sig inspireras av humorn i The Far Side, Mad Magazine, Bröderna Marx filmer, Dilbert, The Simpsons, Monty Pythons verk samt bröderna Bobby och Peter Farrellys filmer. Seriens tema är science fiction - och att parodiera alla klassiska science fiction-filmer och -tv-serier, men den riktar sig till en allmän publik som inte nödvändigtvis är insatt i genren. Det mesta av humorn går fram ändå, även om specifika science fiction-skämt - som att det i kafeterian serveras Soylent Green - förekommer. Vardagsstripparna består av tre lika stora svartvita rutor efter varandra, medan söndagsstripparnas rutor är i färg, kan vara olika stora och kan vara placerade över varandra.